# Kaitō Reinya
Kaitō Reinya (怪盗レーニャ?) è un anime yonkoma di genere umoristico e con ambientazione poliziesca, liberamente ispirato alla figura di Reina Tanaka, cantante del gruppo j-pop Morning Musume. Adattata in serie anime dallo studio Stingray, Kaito Reinya conta 12 episodi, trasmessi nel 2010, al cui doppiaggio ha partecipato - nelle vesti della protagonista - anche la cantante ispiratrice.

## Trama
L'inafferrabile ladra, "terrore della notte", Reinya è un imbattibile e degna avversaria per il corpo di polizia di Tokyo. Nonostante la sua fama, Reinya è in realtà una ragazza alquanto infantile e capricciosa, e questo suo lato volubile le causa spesso comiche disavventure impreviste. Ma altrettanto sfortunati sono anche i poliziotti sulle sue tracce e così la sfida tra i due è sempre imprevedibile.

## Personaggi

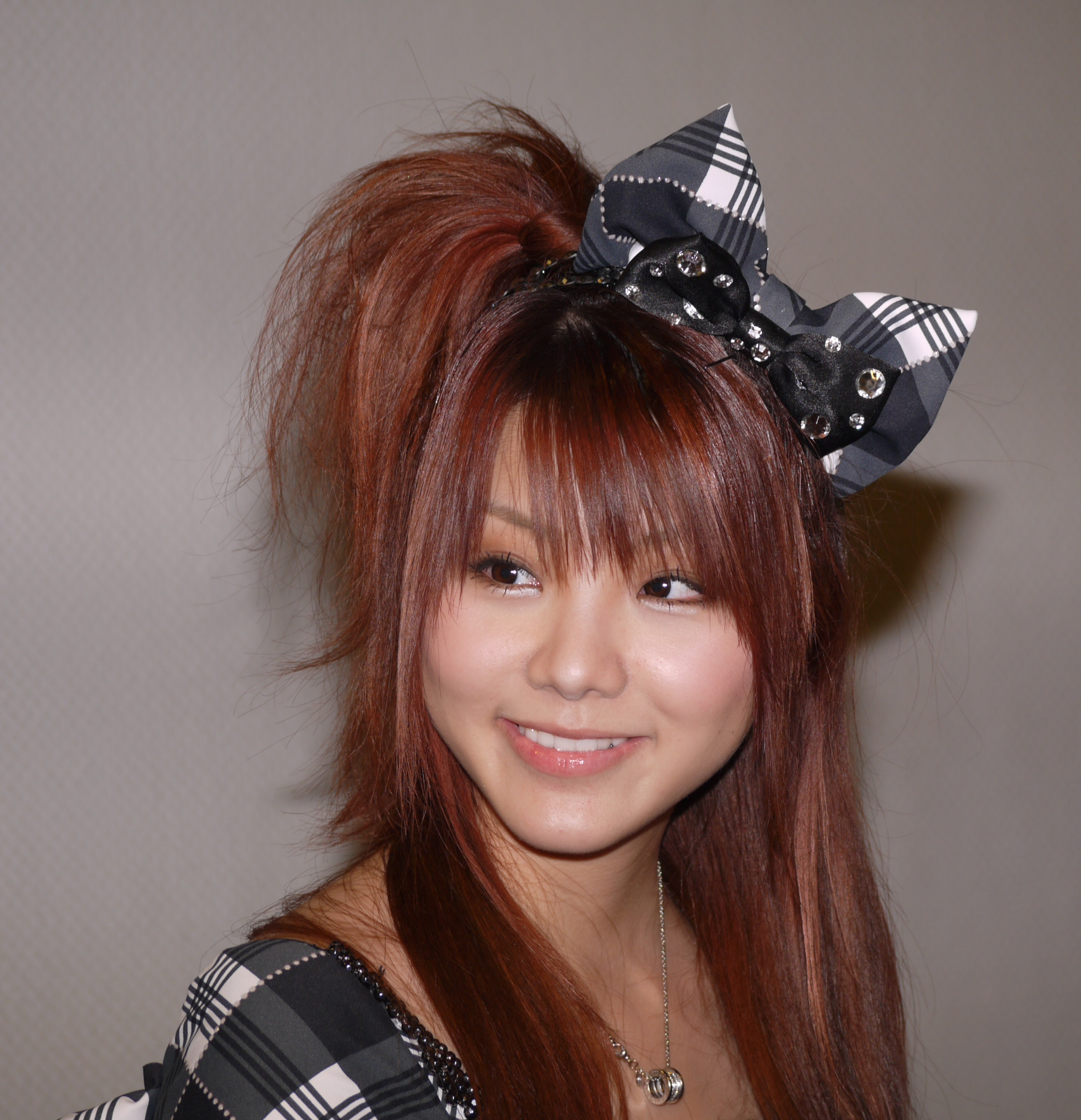
La cantante Reina Tanaka

Kaito Reinya (怪盗レーニャ ?, Kaitō rēnya)
Doppiata da Reina Tanaka 
La fantomatica ladra Reinya, dotata di orecchie e zampe da gatta. Affiancata lungo la via del crimine dal compagno Chutaro, Renya di giorno mantiene l'aspetto di una normale commessa part-time al negozio konbini posizionato proprio accanto alla stazione di polizia ed esercizio commerciale di copertura posto proprio sopra la tana della famigerata ladra.
Poliziotta Nocchi (怪盗レーニャ ?, Fukei Nocchi)
Doppiata da Arisa Noto
Unica donna della squadra di polizia sulle tracce della ladra Reinya, Nocchi è così goffa da incorrere spesso in imbarazzanti incidenti che stimolano la libido dell'ispettore. La ragazza, tuttavia, rimane solitamente all'oscuro delle reazioni che provoca nel superiore.
 Chutaro (チュ太路?, Chūtarō)
Doppiata da Kousuke Okano
Il topo compagno del crimine di Reinya. Sebbene i due siano molto affezionati l'uno all'altra, finiscono spesso per indispettirsi l'un l'altro; nella loro interminabile guerra di dispetti e ripicche, Chuturo - dei due - è quello che ha spesso la peggio, finendo frequentemente malmenato e deriso dalla ladra.
Ispettore di polizia (警部 ?, Keibu)
Doppiata da Sō Yōki 
Capo della sezione del corpo di polizia incaricato di arrestare la malfattrice Reinya. Ingenuo e difficilmente dedito al lavoro, perdona all'imbranata sottoposta Nocchi qualsiasi cosa dopo aver sbirciato fortuitamente sotto la sua gonna.
 Detective (刑事  ?, Keiji)
Doppiata da Kōsuke Okano
Giovane detective di polizie dalla bella presenza. Ligio al dovere e sempre preciso nel proprio lavoro, il ragazzo è tuttavia perdutamente infatuato della commessa Reina al punto di entrare in completo stato confusionale quando rivolge la parola alla ragazza.

## Lista episodi
| Nº | Titolo italiano (tradotto) Giapponese 「Kanji」 - Rōmaji                                                                | In onda          | In onda |
| Nº | Titolo italiano (tradotto) Giapponese 「Kanji」 - Rōmaji                                                                | Giapponese       |         |
| 1  | Kaito Reinya fa la sua apparizione 「怪盗レ～ニャ参上やん！」 - Kaitō Reinya sanjō yan!                                 | 8 gennaio 2010   |         |
| 2  | Questa conversazione è fra me e te solo! 「ナイショの話ィ～！」 - naisho no hanashī!                                    | 15 gennaio 2010  |         |
| 3  | La battaglia spaziale d'amore?! 「スペ～ス略奪愛！？」 - supēsu ryakudatsu ai!?                                         | 22 gennaio 1010  |         |
| 4  | Non ci credo! Qualcuno vuole la mia vita! 「うそっ！命狙われた～！」 - uso! inochi nerawaretā!                          | 29 gennaio 2010  |         |
| 5  | Cosa! Sono caduta in trappola! 「え～ん！ワナにかかったぁ～！」 - ēn! wana ni kakattā!                                  | 5 febbraio 2010  |         |
| 6  | Voglio diventare un ninja! 「忍者になりたぁ～い！」 - ninja ni naritāi!                                                 | 12 febbraio 2010 |         |
| 7  | Impossibile! Reinya è stata maledetta! 「うそっ！レーニャが呪われたぁ～！」 - uso! reinya ga norowaretā!                | 19 febbraio 2010 |         |
| 8  | Che? Fate un piano per l'appuntamento di Reinya! 「エヘッ？レーニャのデート大作戦！」 - ehe? reinya no dēto daisakusen! | 26 febbraio 2010 |         |
| 9  | Ho dato inizio allo Shinsengumi 「襲来の目的 新撰組はじめましたぁ～！」 - shinsengumi hajimemashitā!                    | 5 marzo 2010     |         |
| 10 | Noo, il capitolo della prima sconfitta di Reinya 「あ～ん、レーニャ初敗北の巻！」 - ān, rēnya hatsu haiboku no maki!    | 12 marzo 2010    |         |
| 11 | L'infedeltà è imperdonabile! 「浮気はゆるさぁーん！」 - uwaki wa yurusān!                                               | 19 marzo 2010    |         |
| 12 | Ciao ciao, Reinya! 「さらばレーニャ！」 - saraba reinya!                                                                | 26 marzo 2010    |         |

## Sigla
- Sigla di apertura: Nusunda heart wa koko desu yo? (盗んだハートはココですよ？?) di Yui Ogura